# Lóng Sập
Lóng Sập là một xã thuộc thị xã Mộc Châu, tỉnh Sơn La, Việt Nam.

## Địa lý
Xã Lóng Sập có vị trí địa lý:
- Phía đông giáp xã Chiềng Sơn
- Phía tây giáp xã Chiềng Khừa và Lào
- Phía nam giáp Lào
- Phía bắc giáp xã Chiềng Khừa.

Xã Lóng Sập có diện tích 109,41 km², dân số năm 2023 là 5.664 người, mật độ dân số đạt 51 người/km².

## Hành chính
Xã Lóng Sập được chia thành 14 bản: A Lá, A Má 1, A Má 2, Bó Sập, Co Cháy, Buốc Quang, Buốc Pát, Hong Húa, Mường Bó, Pha Đón, Pha Nhên, Phát, Phiêng Cài, Pu Nhan.

## Lịch sử
Địa bàn, xã Lóng Sập thuộc động Mộc Thượng (sau thuộc xã Mộc Thượng).
Tháng 10 năm 1955, thành lập 3 xã: Chiêng Cang, Hóng Má, Chiềng Thín trên cơ sở chia tách từ xã Mộc Thượng. Theo đó, địa bàn Lóng Sập nằm trong 3 xã: Chiêng Cang, Chiêng Thín và Hóng Má. Trong đó, xã Chiềng Cang có 4 bản: Bó Sập, bản Phát, A Lá, Pha Nhên; xã Hóng Má có 3 bản: A Má, 
Hong Húa, bản Cang; xã Chiềng Thín gồm 4 bản: Chiềng Ve, Nà Tén, To Láng, Nong Chá.
Năm 1957, sáp nhập bản Nong Chá vào bản Chiềng Ve.
Năm 1958, sáp nhập bản Cang vào bản A Má.
Tháng 11 năm 1959, thành lập xã Lóng Sập trên cơ sở 3 xã: Chiềng Cang, Hóng Má, Chiềng Thín với 9 bản và dân số trên 100 hộ.
Ngày 10 tháng 10 năm 1961, xã Lóng Sập đón trên 200 nhân khẩu từ huyện Khoái Châu, tỉnh Hưng Yên lên xây dựng kinh tế mới và thành lập hợp tác xã Sông Hồng.
Năm 1964, chia hợp tác xã Sông Hồng thành hợp tác xã Sông Hồng và hợp tác xã Hương Sơn.
Năm 1965, thành lập bản Pu Nhan.
Ngày 22 tháng 9 năm 1969, Ủy ban Hành chính tỉnh Sơn La ban hành Quyết định số 22/QĐ-UB về việc thành lập Nông trường quốc doanh Chiềng Ve.
Tháng 8 năm 1973, sáp nhập hợp tác xã Sông Hồng và hợp tác xã Hương Sơn vào Nông trường Chiềng Ve.
Ngày 13 tháng 4 năm 1977, Bộ trưởng Phủ Thủ tướng ban hành Quyết định số 79-BT về việc thành lập thị trấn Chiềng Ve.
Năm 1979, thành lập bản Co Chay. 
Ngày 26 tháng 2 năm 1980, Hội đồng Chính phủ ban hành Quyết định số 60-CP về việc sáp nhập 3 bản: Chiềng Ve, To Láng, Nà Tén của xã Lóng Sập vào thị trấn Nông trường Chiềng Ve.
Xã Lóng Sập có 8 bản: A Má, Bó Sập, A Lá, Pha Nhên, Phát, Pu Nhan, Hong Húa, Co Cháy.
Năm 1985, thành lập 3 bản: Pha Luông, Suối Thín, Hin Pén và bản Cang Tỵ tách từ bản A Lá.
Xã Lóng Sập có 12 bản: A Má, Bó Sập, A Lá, Pha Nhên, Phát, Pu Nhan, Hong Húa, Co Cháy, Pha Luông, Suối Thín, Hin Pén, Cang Tỵ.
Năm 1989, thành lập bản Pha Đón.
Năm 1990, thành lập bản Buốc Quang và bản Buốc Pát.
Năm 1992, thành lập bản Phiêng Cài.
Năm 1996, sáp nhập bản Cang Tỵ vào xã Chiềng Khừa.
Năm 1999, sáp nhập 3 bản: Suối Thín, Pha Luông, Hin Pén vào xã Chiềng Sơn.
Tháng 6 năm 2007, UBND tỉnh Sơn La ban hành Quyết định về việc thành lập bản A Má 1 và bản A Má 2 trên cơ sở toàn bộ bản A Má.
Năm 2008, thành lập bản Mường Bó là bản tái định cư thủy điện Sơn La.
Ngày 14 tháng 11 năm 2024, Ủy ban Thường vụ Quốc hội ban hành Nghị quyết số 1280/NQ-UBTVQH15 về việc sắp xếp đơn vị hành chính cấp huyện, cấp xã của tỉnh Sơn La giai đoạn 2023 – 2025 (nghị quyết có hiệu lực từ ngày 1 tháng 2 năm 2025). Theo đó, thành lập thị xã Mộc Châu thuộc tỉnh Sơn La. Xã Lóng Sập trực thuộc thị xã Mộc Châu.